# Shirakumo
Lo Shirakumo (白雲? lett. "Nuvole bianche"), sino al 1º agosto 1928 denominato 38-Gō kuchikukan (第38駆逐艦? lett. "cacciatorpediniere Numero 38"), è stato un cacciatorpediniere della Marina imperiale giapponese, quinta unità appartenente alla classe Fubuki. Fu varato nel dicembre 1927 dal cantiere di Fujinagata.
Appartenente alla 12ª Divisione, fu distaccato dalla 1ª Flotta e assunse il ruolo di scorta a i convogli che sbarcarono truppe giapponesi in Malesia nel dicembre 1941; fu quindi assegnato alla difesa dell'incrociatore pesante Chokai per i due mesi successivi. Partecipò alla battaglia dello Stretto della Sonda (28 febbraio-1º marzo 1942) e in aprile operò nell'Oceano Indiano, poi a inizio giugno fu presente alla disastrosa battaglia delle Midway. In agosto fu dirottato con urgenza nel Pacifico sud-occidentale per prendere parte alla campagna di Guadalcanal, ma a fine mese fu centrato da una bomba e immobilizzato. Rimasto in riparazione per il resto del 1942, l'anno seguente fu assegnato alla 9ª Divisione appartenente alla 5ª Flotta, che era responsabile della regione marittima settentrionale dell'Impero giapponese. Impegnato intensivamente in compiti di pattugliamento, scorta a naviglio da trasporto o cisterniero, fu affondato il 16 marzo 1944 da un sommergibile statunitense e non lasciò superstiti.

## Servizio operativo

### Costruzione
Il cacciatorpediniere Shirakumo fu ordinato nell'anno fiscale edito dal governo giapponese nel 1926, inizialmente con la denominazione "cacciatorpediniere Numero 38" (38-Gō kuchikukan in lingua giapponese). La sua chiglia fu impostata nel cantiere navale di Fujinagata, a Osaka, il 27 ottobre dello stesso anno e il varo avvenne il 27 dicembre 1927; fu completato il 28 luglio 1928 e il 1º agosto assunse il suo nome definitivo, avendo la Marina imperiale abbandonato alla data il sistema di nomenclatura del naviglio leggero con soli numeri. La nave formò con il Murakumo e lo Shinonome la 12ª Divisione, dipendente dalla 3ª Squadriglia della 1ª Flotta. Divenne inoltre nave ammiraglia della divisione e perciò ne imbarcò il comandante, capitano di vascello Nobuki Ogawa, e lo stato maggiore.
Il 26 settembre 1935 si trovava in alto mare tra Hokkaidō e le isole Curili con il resto della 4ª Flotta, per le annuali esercitazioni combinate, quando un violento tifone sorprese la squadra: le ondate posero a serio rischio la tenuta delle navi e provocarono nello Shirakumo fratture nelle piastre dello scafo. Rimasto comunque a galla, fu sottoposto a lunghe riparazioni.

### 1941-1942

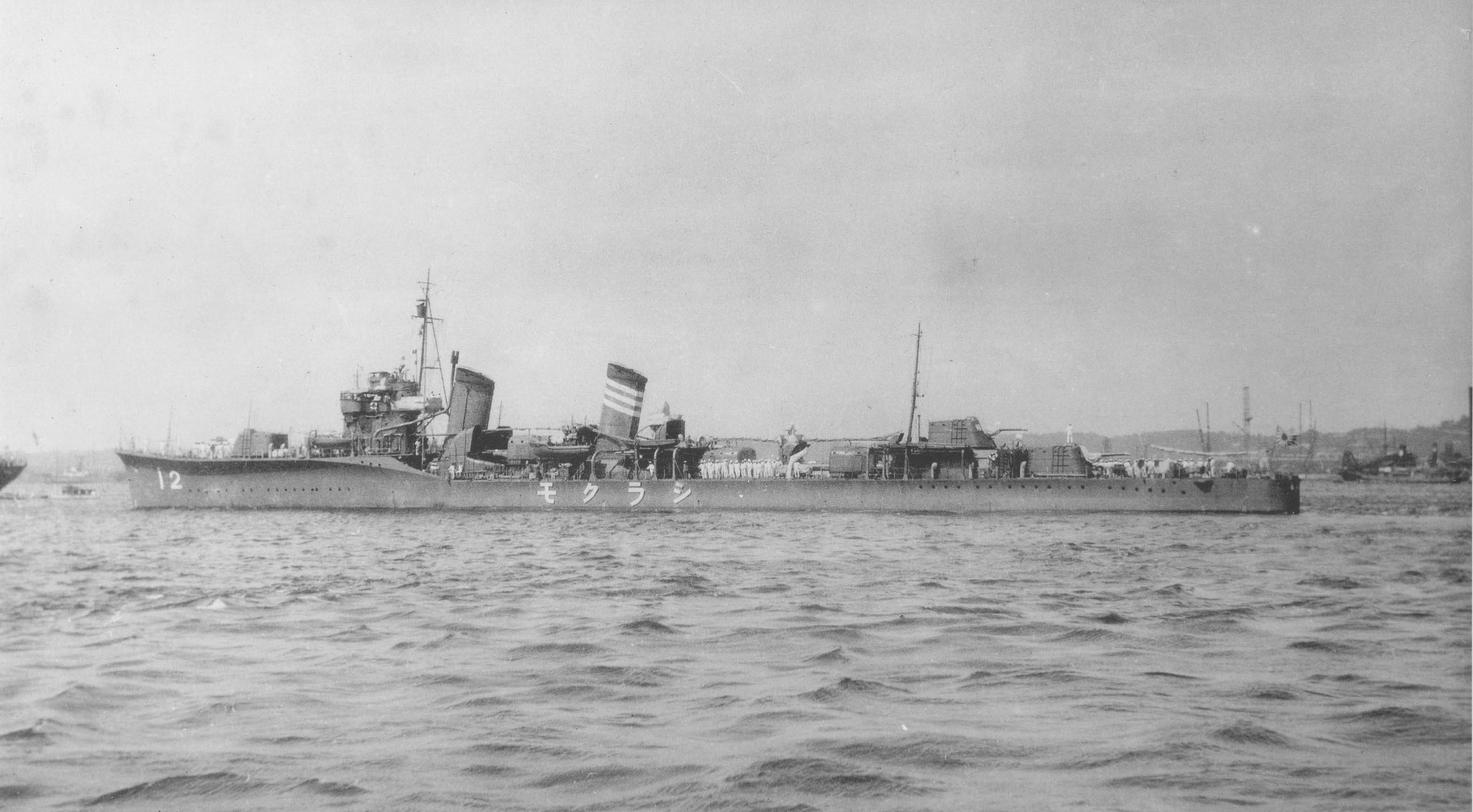
Lo Shirakumo prima della guerra: si distingue bene l'impianto lanciasiluri verso prua

Tra 1940 e 1941 lo Shirakumo passò al comando del capitano di fregata Toyoji Hitomi, rimanendo sempre ammiraglia. Il 20 novembre 1941 seguì la divisione d'appartenenza e l'intera 3ª Squadriglia da Kure a Samah sull'isola di Hainan, raggiunta il 26. Il 4 dicembre fu assegnato con i cacciatorpediniere gemelli alla scorta di convogli in partenza da questa città per gli sbarchi iniziali della campagna della Malesia, una volta completati i quali rientrò alla baia di Cam Ranh l'11. Cinque giorni dopo partì in difesa della formazione anfibia incaricata di occupare il Borneo britannico e il 24 dicembre aiutò un dragamine nel salvataggio dei naufraghi del cacciatorpediniere Sagiri, vittima del sommergibile olandese K-XVI. Per i mesi di gennaio e febbraio lo Shirakumo e il Murakumo (il terzo gregario era stato colato a picco) protessero l'incrociatore pesante Chokai che operò in appoggio alle truppe in Malesia, all'invasione delle isole Anambas, di Palembang e di Bangka, quindi il 27 passarono alla scorta del gruppo occidentale d'invasione di Giava (viceammiraglio Jisaburō Ozawa). Nella notte tra il 28 febbraio e il 1º marzo gli sbarchi furono disturbati dal passaggio di due incrociatori fuggiaschi, che lo Shirakumo contribuì ad affondare; il mattino successivo, poi, fece spiaggiare il cacciatorpediniere olandese Hr. Ms. Evertsen assieme al gemello. Il 10 marzo la 12ª Divisione fu disattivata e lo Shirakumo fu trasferito alla 20ª Divisione, che già annoverava i cacciatorpediniere Amagiri, Yugiri e Asagiri. Due giorni dopo lo Shirakumo partecipò con il resto della divisione allo sbarco giapponese nella Sumatra settentrionale, quindi seguì il resto della formazione di Ozawa che il 23 occupò senza incontrare resistenza le isole Andamane. Partecipò all'incursione giapponese nell'Oceano Indiano di scorta gli incrociatori pesanti Suzuya e Kumano, che affiancò nella distruzione di cinque mercantili. Rientrò dunque a Singapore, si riunì alla divisione e il 13 aprile salpò con rotta per il Giappone, arrivando il 22 a Kure: qui tutti i cacciatorpediniere furono revisionati. Lo Shirakumo tornò operativo a fine maggio e seguì lo scaglione distaccato della 1ª Flotta (viceammiraglio Shirō Takasu) nella battaglia delle Midway (4-6 giugno), durante la quale rimase comunque lontano dall'azione.
Tornato in patria, lo Shirakumo passò al comando del capitano di corvetta Shigekichi Satō il 30 giugno. Lo stesso giorno partì con la divisione di vigilanza a un convoglio sino alle isole Amami Ōshima e dal 2 al 16 condusse in loco pattugliamenti anti-sommergibile; il 17 ebbe ordine di recarsi a Mergui, in Birmania, per future operazioni nell'Oceano Indiano. Raggiunse la destinazione il 31 dopo aver fatto tappa alla base militare di Mako e a Singapore, ma l'8 agosto fu dirottata a Guadalcanal, dove marine statunitensi erano sbarcati d'improvviso il giorno prima. Lo Shirakumo si portò con i gemelli sino a Davao, lasciata il 19 agosto di scorta a un convoglio recante a bordo truppe: tutte le unità giunsero alla base aeronavale di Truk il 23. Il giorno seguente salpò con la divisione per difendere un altro convoglio diretto a Guadalcanal, ma il 26 la missione fu modificata: assieme agli altri cacciatorpediniere, lo Shirakumo prese a bordo i soldati dai trasporti e quindi fece rotta per Guadalcanal. Il 28 agosto le quattro unità furono localizzate nello stretto Indispensable (tra le isole Florida e Malaita) da due bombardieri in picchiata Douglas SBD Dauntless, che avvisarono la Cactus Air Force sull'isola. Nel tardo pomeriggio undici altri Dauntless si lanciarono all'attacco dei cacciatorpediniere, arrivati a 70 miglia da Guadalcanal: lo Shirakumo fu gravemente colpito verso poppa da una bomba che squarciò lo scafo e allagò una sala macchine, immobilizzandolo ma causando solo due feriti. Preso a rimorchio dall'indenne Amagiri e poi dal posamine Tsugaru, il 30 fu ormeggiato alle isole Shortland. Il 6 settembre la petroliera Toa Maru lo agganciò e lo trascinò sino a Truk, dove dal 9 cominciò a ricevere riparazioni d'emergenza; poté così giungere a Kure con mezzi propri l'8 ottobre ed essere tratto in un bacino di carenaggio per un esteso raddobbo, durante il quale il comandante Satō, promosso capitano di fregata, cedette il posto al capitano di corvetta Toshio Hirayama (15 novembre).

### 1943
Il 1º gennaio 1943 lo Shirakumo fu trasferito ai cantieri di Fujinagata per ulteriori riparazioni, che lo tennero fermo sino al 31 marzo. I lavori inclusero l'aggiunta di una coppia di mitragliatrici Type 93 su un ballatoio dinanzi alla plancia e il 1º aprile, quando finalmente rientrò in servizio, fu assegnato alla 9ª Divisione cacciatorpediniere (Asagumo, Usugumo) che dipendeva dalla 1ª Squadriglia della 5ª Flotta, operante nelle acque settentrionali dell'Impero giapponese. Il 15 aprile salpò assieme all'incrociatore pesante Maya da Yokosuka, fece tappa alla base militare di Ominato e infine si fermò il 29 all'isola di Paramushiro, da dove iniziò un servizio di pattugliamento anti-sommergibile e scorta di unità in entrata o uscita. Il 25 maggio intraprese un viaggio di trasporto truppe per Kiska, annullato a causa della presenza troppo numerosa di unità statunitensi: rientrò il 30 e il 6 giugno, durante la caccia a un sommergibile sul mare coperto di nebbia, addivenne a una collisione con il cacciatorpediniere Numakaze, che causò danni piuttosto gravi. Tornato a Paramushiro e risolte le infiltrazioni, lo Shirakumo salpò il 12 giugno per Ominato, dove giunse quattro giorni dopo e rimase in bacino di carenaggio; partì nuovamente e si portò a Hakodate, nel cui arsenale fu oggetto del raddobbo definitivo. Il cantiere ne approfittò per sbarcare la torre poppiera sopraelevata con i pezzi da 127 mm e fare posto a due installazioni triple di cannoni Type 96 da 25 mm L/60; due altre furono sistemate su una piattaforma rialzata, inchiavardata tra i lanciasiluri di poppa. Infine le Type 93 davanti alla plancia furono rimpiazzate da un impianto binato di Type 96 e, sull'albero tripode di prua, fu aggiunto un radar Type 22 demandato alla ricerca di bersagli di superficie. In ultimo, a poppa, furono sistemati quattro lanciatori Type 94, ciascuno armato con nove bombe di profondità.
Il 22 settembre lo Shirakumo rientrò a Ominato e riprese il regolare servizio di sorveglianza e scorta sino al 16 novembre, quando si ormeggiò nella rada per un ciclo approfondito di manutenzione, conclusosi solo il 20 dicembre. Il 28 salpò di scorta alla petroliera Teiyo Maru, la quale il 1º gennaio 1944 si fermò a Paramushiro.

### 1944 e l'affondamento
Il 7 gennaio lo Shirakumo intraprese il viaggio di ritorno sempre di guardia alla Teiyo Maru ed entrambe le unità raggiunsero Yokosuka il 13: qui il cacciatorpediniere passò al comando del capitano di corvetta Masao Hashimoto il 22 gennaio. Il 3 febbraio salpò urgentemente con altre navi per prestare assistenza alla portaerei di scorta Unyo, danneggiata al largo della città, quindi proseguì a tutta forza per Ominato, toccata il 5. Dopo aver protetto un viavai di convogli tra la base e Paramushiro, svoltosi a cavallo tra febbraio e marzo, lo Shirakumo si portò a Kushiro in Hokkaidō e il 16 partì assieme alla scorta di un convoglio che recava rifornimenti e truppe all'isola di Uruppu; la traversata era da poco iniziata quando il sommergibile USS Tautog attaccò il gruppo giapponese, 170 miglia a est di Muroran (42°25′N 144°55′E). Un siluro centrò in pieno lo Shirakumo che affondò quasi istantaneamente, trascinando con sé l'intero equipaggio.
Il 31 marzo 1944 lo Shirakumo fu depennato dai registri della Marina imperiale.